# Marc Methot
Marc Methot, född 21 juni 1985, är en kanadensisk professionell ishockeyspelare som spelar för Dallas Stars i NHL. Han har tidigare spelat för Ottawa Senators och Columbus Blue Jackets, och tillfälligt tillhört Vegas Golden Knights.
Methot draftades i sjätte rundan i 2003 års draft av Columbus Blue Jackets som 168:e spelare totalt.
21 juni 2017 valdes Methot av Vegas Golden Knights i expansionsdraften men mindre än en vecka senare, 26 juni, blev han tradad till Dallas Stars i utbyte mot Dylan Ferguson och ett draftval i andra rundan 2020.